# Lovteatern (Sveriges Radio)
Sommarlovsföljetong eller sommarlovsteater är radioteater för barn som sänds som följetong i radio under sommarlovet. Sommarlovsföljetongen bygger i de flesta fall på en välkänd barn- eller ungdomsbok i dramatiserad form.

## Sommarlovsföljetonger i bokstavsordning efter författare
| Titel                                                | Författare                | År               |
| ---------------------------------------------------- | ------------------------- | ---------------- |
| Västmarkstrilogin                                    | Lloyd Alexander           | 1986             |
| Skellig                                              | David Almond              | 2003             |
| Broder okänd                                         | Tove Alsterdal            | 2002             |
| Tummelisa                                            | H.C Andersen              | 2005             |
| Kulla-Gulla                                          | Martha Sandwall-Bergström | 2006             |
| Pojken och vargen                                    | Osborn Bladini            | 1986             |
| Rör inte min pappa                                   | Osborn Bladini            | 1987             |
| Ludvig Bengtsson och de stora katastroferna          | Osborn Bladini            | 1989             |
| Handbok för Handlösa                                 | Osborn Bladini            | 1992             |
| Fröken Felicias hemlighet                            | Osborn Bladini            | 2000             |
| Apan eller döden                                     | Osborn Bladini            | 2004             |
| En sannhistoria                                      | Osborn Bladini            | 2007             |
| Fem räddar en hemlighet                              | Enid Blyton               | 2006             |
| Spöket i Annertongruvan                              | Peter Dickinson           | 1990             |
| Förfärliga familjen                                  | Gunilla Boëthius          | 1987, 2006       |
| Hungerbarnet                                         | Cecil Bødker              | 2001, 2004       |
| Silas och den svarta hästen                          | Cecil Bødker              | ????             |
| Rid i natt, Silas                                    | Cecil Bødker              | ????             |
| Silas hejdar ett fyrspann                            | Cecil Bødker              | ????             |
| Silas och hittebarnet                                | Cecil Bødker              | ????             |
| Silas på Sebastianberget                             | Cecil Bødker              | ????             |
| Alice i Underlandet                                  | Lewis Carroll             | 2002             |
| Matilda                                              | Roald Dahl                | 1996, 2003       |
| Indianupproret                                       | Stig Ericson              | 1994, 2003       |
| Tjuvarnas herre                                      | Cornelia Funke            | 2006             |
| Elidor, det gyllene landet                           | Alan Garner               | 1972             |
| Agnes Cecilia                                        | Maria Gripe               | 1984             |
| Agnes Cecilia (nyinspelning)                         | Maria Gripe               | 2005, 2007       |
| Tordyveln flyger i skymningen                        | Maria Gripe               | 1976, 2002       |
| Det som sker det sker...                             | Maria Gripe               | 1982             |
| Silke                                                | Bent Haller               | 2003             |
| Ture Sventon i öknen                                 | Åke Holmberg              | 2004             |
| Häxtävlingen                                         | Eva Ibbotson              | 1993, 2005       |
| Resan till fridens boning                            | Eva Ibbotson              | 2004             |
| Mormorsmysteriet                                     | Elsie Johansson           | 1990, 2005       |
| Skämmerskans dotter                                  | Lene Kaaberbøl            | 2006             |
| Min morbror trollkarlen                              | C. S. Lewis               | 1967, 1976       |
| Häxan och lejonet                                    | C. S. Lewis               | 1967, 1976       |
| Silvertronen                                         | C. S. Lewis               | 1967, 1976       |
| Hemliga möten                                        | Pilar Molina Llorentes    | 1997, 2003       |
| Den vita stenen                                      | Gunnel Linde              | 1971             |
| Bröderna Lejonhjärta                                 | Astrid Lindgren           | ????             |
| Det blåser på månen                                  | Eric Linklater            | 1969, 1978       |
| Godnatt Mister Tom                                   | Michelle Magorian         | 1989, 1999, 2004 |
| Briggen Tre Liljor                                   | Olle Mattson              | 1973, 1976       |
| Äventyrsveckan                                       | Sofia Nordin              | 2005             |
| Lånarna                                              | Mary Norton               | 2002             |
| Burkpojken                                           | Christine Nöstlinger      | 2005             |
| Faster Robbo                                         | Ann Scott-Moncrieff       | 2003             |
| Baron Münchhausens märkvärdiga äventyr               | Rudolf Raspe              | 1961, 1974       |
| Bronsbågen                                           | Elisabeth George Speare   | ????             |
| När orkanen kom                                      | Ivan Southall             | ????             |
| Bilbo                                                | J.R.R. Tolkien            | 1970             |
| Den långa vägen hem                                  | Cynthia Voigt             | 2007             |
| Mäster Skräddare                                     | trad.                     | 2002, 2004       |
| Kung Midas                                           | trad.                     | 2002, 2004, 2005 |
| Dramatisering av Tintins äventyr: Det hemliga vapnet | Hergé                     | 2007             |

### Fotnoter
1. ↑  ”Sommarföljetong i tretton avsnitt”. Dagens Nyheter:  s. 37. 12 juli 1982.
2. ↑  ”Lovteatern gör Tintin”. Dagens Nyheter. 6 augusti 2007. http://www.dn.se/kultur-noje/lovteatern-gor-tintin. Läst 23 september 2012.